# Hațkivka, Volodarsk-Volînskîi
Hațkivka (în ucraineană Гацьківка) este un sat în comuna Kropîvnea din raionul Volodarsk-Volînskîi, regiunea Jîtomîr, Ucraina.

## Demografie
Componența lingvistică a localității Hațkivka
     Ucraineană (97,29%)
     Rusă (2,26%)
     Alte limbi (0,45%)
Conform recensământului din 2001, majoritatea populației localității Hațkivka era vorbitoare de ucraineană (97,29%), existând în minoritate și vorbitori de rusă (2,26%).